# Sam Yingling
Sam Yingling (sinh ngày 4 tháng 7 năm 1980) là một chính khách người Mỹ đến từ Quận Lake, Illinois. Là một thành viên Đảng Dân chủ, ông là nghị sĩ Hạ viện Illinois từ khu vực 62.  Là cư dân của Grayslake, ông từng là Giám sát viên Avon Township trước khi được bầu vào cơ quan lập pháp.
Khu vực 62 bao gồm tất cả hoặc một phần của Gages Lake, Grayslake, Hainesville, Long Lake, Round Lake, Round Lake Beach, Round Lake Park, Third Lake và Wauconda.

## Đầu đời, học vấn và sự nghiệp
Yingling là một cư dân thế hệ thứ ba của Quận Lake. Sau khi tốt nghiệp Trường Trung học Công giáo Carmel, ông theo học tại Đại học DePaul, nơi ông nghiên cứu về quản trị công và sử dụng đất đô thị. Sau đó ông bắt đầu kinh doanh nhỏ với cha mình. Sau đó, ông giữ chức Chủ tịch Phòng Thương mại Khu vực Round Lake và là thành viên của Tổ chức Trung tâm Hành chính/Văn hóa Bãi biển Round Lake và một tổ chức trợ giúp người nhập cư, Trung tâm Tài nguyên Gia đình Mano A Mano.
Không hài lòng với các dịch vụ đang được cung cấp, Yingling tranh cử và được bầu làm Giám sát viên thị trấn Avon vào năm 2009. Với tư cách giám sát thị trấn, ông là giám đốc điều hành, chủ tịch hội đồng quản trị và thủ quỹ của tất cả các quỹ bao gồm tất cả các quỹ cầu đường. Ông xử lý các hoạt động hàng ngày của tòa nhà quản lý.
Trong thời gian làm giám sát viên, ông là người ủng hộ việc chi tiêu hiệu quả và chính phủ hoạt động hiệu quả. Ông đã dẫn đầu các quan chức thị trấn trong việc cắt giảm lương của chính họ bằng cách trả lại mức tăng được thực hiện dưới thời người tiền nhiệm, giảm ngân sách mà không cắt giảm dịch vụ, và vận động các nhà lập pháp Springfield để giúp cử tri loại bỏ công việc của ông dễ dàng hơn.